# Diocesi di Kayes
La diocesi di Kayes (in latino Dioecesis Kayesensis) è una sede della Chiesa cattolica in Mali suffraganea dell'arcidiocesi di Bamako. Nel 2021 contava 9.632 battezzati su 2.068.000 abitanti. È retta dal vescovo Jonas Dembélé.

## Territorio
La diocesi comprende per intero la regione di Kayes e il circondario di Nara nella regione di Koulikoro nell'est del Mali.
Sede vescovile è la città di Kayes, dove si trova la cattedrale dell'Immacolata Concezione.
Il territorio è suddiviso in 7 parrocchie. A Kita si trova il santuario nazionale dedicato a Nostra Signora del Mali, inaugurato nel 1994 dal cardinale Bernardin Gantin.

## Storia
Il 20 novembre 1888 fu istituita la parrocchia di Kita, la prima parrocchia del Mali. Da diversi anni, i responsabili delle missioni residenti in Senegal stavano prendendo in considerazione una fondazione in Sudan. Dopo numerose richieste, nel 1888, il superiore generale dei Padri dello Spirito Santo riceve l'approvazione del Segretario di Stato per le colonie di istituire una missione cattolica in Sudan. Il 20 ottobre 1888, sei missionari partono verso il Sudan: sono i padri Guillet, Montel, Marcot, Diouf e fratelli religiosi Zeno e Isacco. Il 20 novembre entrano nel villaggio di Kita e ben presto fondano la prima parrocchia. Seguiranno nel 1892 la parrocchia di Keyes e nel 1893 quella di Dinguira. Nel 1900, la Santa Sede decise uno scambio di territori tra i Padri dello Spirito Santo e i Missionari d'Africa. Il futuro territorio indipendente del Mali fu così affidato ai Missionari d'Africa, mentre il Senegal e la regione di Kissidougou passarono ai Padri dello Spirito Santo.
La prefettura apostolica di Kayes fu eretta il 12 giugno 1947 con la bolla Perutile visum di papa Pio XII, ricavandone il territorio dal vicariato apostolico di Bamako (oggi arcidiocesi).
Il 6 luglio 1963 la prefettura apostolica è stata elevata a diocesi con la bolla Quod Sacrum di papa Paolo VI.

## Cronotassi dei vescovi
Si omettono i periodi di sede vacante non superiori ai 2 anni o non storicamente accertati.
- Etienne-Marie-Félix Courtois, M.Afr. † (7 novembre 1947 - 11 luglio 1978 deceduto)
- Joseph Dao † (12 settembre 1978 - 11 giugno 2011 ritirato)
- Jonas Dembélé, dal 31 gennaio 2013

## Statistiche
La diocesi nel 2021 su una popolazione di 2.068.000 persone contava 9.632 battezzati, corrispondenti allo 0,5% del totale.
| anno | popolazione | popolazione | popolazione | presbiteri | presbiteri | presbiteri | presbiteri                | diaconi | religiosi | religiosi | parrocchie |
| anno | battezzati  | totale      | %           | numero     | secolari   | regolari   | battezzati per presbitero | diaconi | uomini    | donne     | parrocchie |
| ---- | ----------- | ----------- | ----------- | ---------- | ---------- | ---------- | ------------------------- | ------- | --------- | --------- | ---------- |
| 1950 | 1.883       | 2.246       | 83,8        | 11         |            | 11         | 171                       |         |           | 5         | 4          |
| 1970 | 4.280       | 799.630     | 0,5         | 26         | 1          | 25         | 164                       |         | 26        | 22        | 8          |
| 1980 | 4.550       | 944.910     | 0,5         | 26         | 4          | 22         | 175                       |         | 23        | 27        | 8          |
| 1990 | 5.696       | 1.232.000   | 0,5         | 21         | 3          | 18         | 271                       |         | 20        | 20        | 7          |
| 1999 | 10.000      | 1.286.985   | 0,8         | 16         | 4          | 12         | 625                       |         | 12        | 20        | 8          |
| 2000 | 13.070      | 1.286.985   | 1,0         | 13         | 4          | 9          | 1.005                     |         | 10        | 21        | 7          |
| 2001 | 13.090      | 1.313.786   | 1,0         | 14         | 3          | 11         | 935                       |         | 12        | 21        | 7          |
| 2002 | 13.100      | 1.313.786   | 1,0         | 13         | 4          | 9          | 1.007                     |         | 10        | 17        | 8          |
| 2003 | 13.095      | 1.313.788   | 1,0         | 16         | 7          | 9          | 818                       |         | 10        | 19        | 8          |
| 2004 | 8.000       | 1.313.788   | 0,6         | 16         | 6          | 10         | 500                       |         | 11        | 19        | 8          |
| 2006 | 8.000       | 1.394.000   | 0,6         | 17         | 6          | 11         | 470                       |         | 11        | 18        | 8          |
| 2013 | 8.660       | 1.682.000   | 0,5         | 12         | 6          | 6          | 721                       |         | 6         | 15        | 7          |
| 2016 | 8.823       | 1.805.000   | 0,5         | 13         | 11         | 2          | 678                       |         | 2         | 13        | 7          |
| 2019 | 9.178       | 1.951.440   | 0,5         | 16         | 13         | 3          | 573                       |         | 3         | 14        | 7          |
| 2021 | 9.632       | 2.068.000   | 0,5         | 12         | 9          | 3          | 802                       |         | 3         | 13        | 7          |